# Karoophasma botterkloofensis
Karoophasma botterkloofensis är en insektsart som beskrevs av Klass, Picker, Damgaard, van Noort och Koji Tojo 2003. Karoophasma botterkloofensis ingår i släktet Karoophasma och familjen Austrophasmatidae. Inga underarter finns listade i Catalogue of Life.